# 小核衣酸A
小核衣酸A是一种有机化合物，化学式C
26H
36O
3，属于一种十氢化萘衍生物，带有环氧基团和共轭三烯结构，存在于一些小核衣科小核衣属（Pyrenula）真菌中，因而得名。